# Heartland Championship
El Campeonato Heartland es el torneo nacional de segunda división de rugby en Nueva Zelanda.
La primera edición tuvo lugar en el año 2006, luego de la división del National Provincial Championship en dos
competencias, la Mitre 10 Cup y el Heartland.
El campeonato se divide en dos Copas, la Copa Meads en honor al exjugador Colin Meads que se entrega al campeón de la temporada y la Copa Lochore en honor a Brian Lochore que habitualmente es una copa de consuelo que se entrega al quinto puesto de la competición.

## Equipos actuales
| Equipo            | Sede      | Estadio                        | Capacidad |
| ----------------- | --------- | ------------------------------ | --------- |
| Buller            | Westport  | Victoria Square                | 5.000     |
| East Coast        | Ruatoria  | Whakarua Park                  | 3.000     |
| Horowhenua-Kapiti | Levin     | Levin Domain                   | 6.500     |
| King Country      | Taupo     | Owen Delany Park               | 20.000    |
| Mid Canterbury    | Ashburton | Ashburton Showgrounds          | 5.000     |
| North Otago       | Oamaru    | Whitestone Contracting Stadium | 7.000     |
| Poverty Bay       | Gisborne  | More FM Rugby Park             | 18.000    |
| South Canterbury  | Timaru    | Alpine Energy Stadium          | 12.000    |
| Thames Valley     | Paeroa    | Paeroa Domain                  | 3.000     |
| Wairarapa Bush    | Masterton | Memorial Park                  | 10.000    |
| Wanganui          | Wanganui  | Cooks Gardens                  | 15.000    |
| West Coast        | Greymouth | John Sturgeon Park             | 6.000     |

## Temporadas
| Temporada | Copa Meads       | Copa Lochore      |
| 2006      | Wairarapa Bush   | Poverty Bay       |
| 2007      | North Otago      | Poverty Bay       |
| 2008      | Wanganui         | Poverty Bay       |
| 2009      | Wanganui         | North Otago       |
| 2010      | North Otago      | Wairarapa Bush    |
| 2011      | Wanganui         | Poverty Bay       |
| 2012      | East Coast       | Buller            |
| 2013      | Mid Canterbury   | South Canterbury  |
| 2014      | Mid Canterbury   | Wanganui          |
| 2015      | Wanganui         | King Country      |
| 2016      | Wanganui         | North Otago       |
| 2017      | Wanganui         | Mid Canterbury    |
| 2018      | Thames Valley    | Horowhenua-Kapiti |
| 2019      | North Otago      | South Canterbury  |
| 2021      | South Canterbury | Wanganui          |
| 2022      | South Canterbury | East Coast        |
| 2023      | South Canterbury | West Coast        |
| 2024      | Thames Valley    | King Country      |
| 2025      |                  |                   |

## Palmarés
| Equipo            | Copa Meads | Copa Lochore |
| ----------------- | ---------- | ------------ |
| Wanganui          | 6          | 2            |
| North Otago       | 3          | 2            |
| South Canterbury  | 3          | 2            |
| Thames Valley     | 2          |              |
| Mid Canterbury    | 2          | 1            |
| Wairarapa Bush    | 1          | 1            |
| East Coast        | 1          | 1            |
| Poverty Bay       |            | 4            |
| King Country      |            | 2            |
| Buller            |            | 1            |
| Horowhenua-Kapiti |            | 1            |
| West Coast        |            | 1            |